# Centro de Eventos Albano Franco

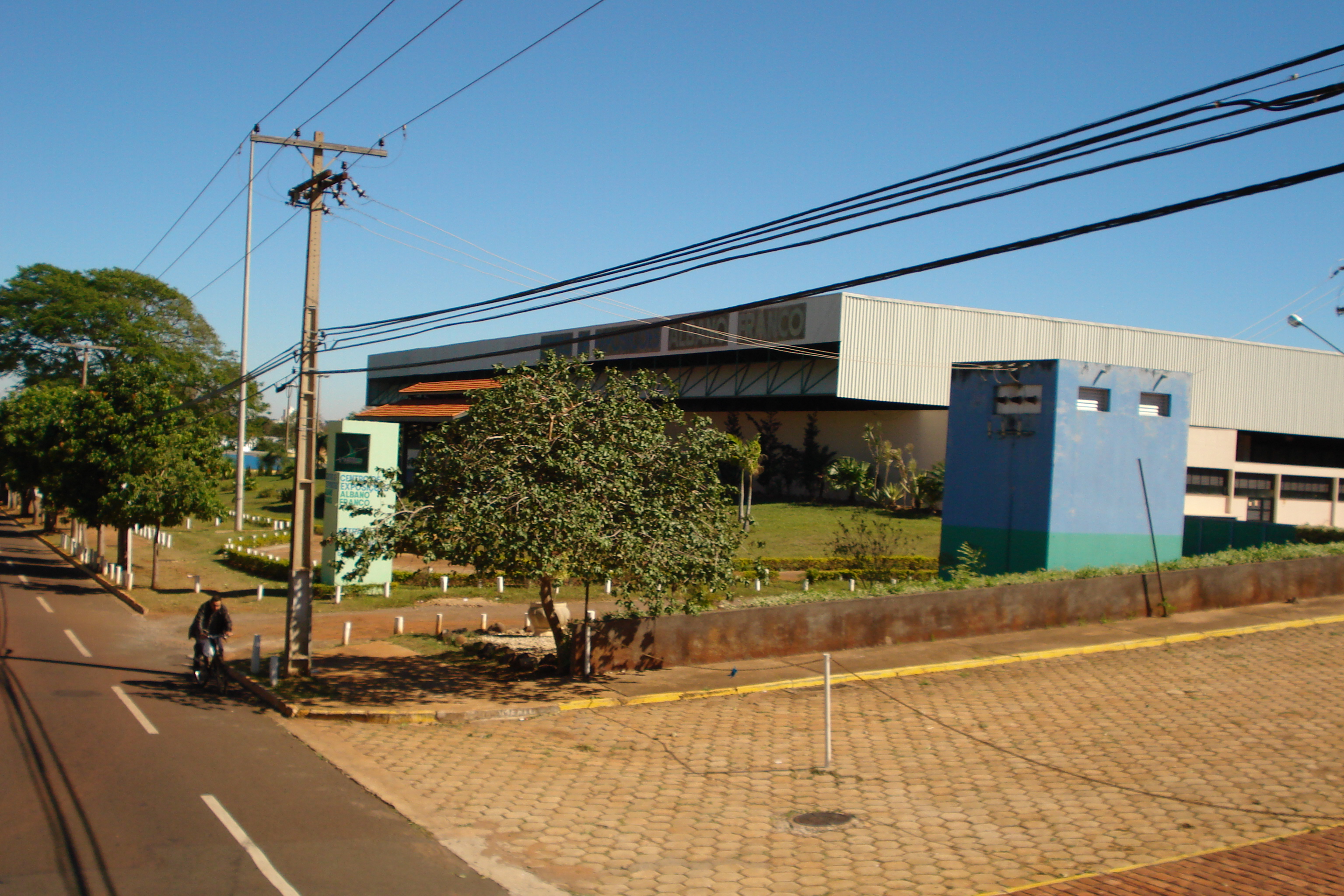
Centro de Eventos Albano Franco

O Centro de Eventos Albano Franco é um espaço para eventos localizado na cidade brasileira de Campo Grande (Mato Grosso do Sul).
Administrado pela Fiems (Federação das Indústrias do Estado de Mato Grosso do Sul), o pavilhão de exposições possui 73 mil m² de terreno com 7.190 m² de área construída para exposições, pé-direito de 7,5 m, capacidade para 15 mil pessoas, e estacionamento com 1.150 vagas.
Local das principais feiras de promoção comercial do Estado, é nesse pavilhão que acontecem eventos importantes como a Feipan (Feira Internacional do Pantanal), Ferinter e Ecotur-MS.
Localizado na avenida Mato Grosso, s/n.